# Формула-1 — Гран-прі Люксембургу
Гран-прі Люксембургу (англ. Luxembourg Grand Prix) — один з етапів чемпіонату Світу з автоперегонів у класі Формула-1. Проводився в 1997 і 1998 роках на автодромі Нюрбургринг (Німеччина). У двох проведених Гран-прі перемоги здобули Міка Хаккінен (McLaren) і Жак Вільнев (Williams). 
Гран-прі Люксембурга було створено спеціально для проведення Гран-прі на автодромі Нюрбургринг, оскільки правила FIA забороняють проведення двох національних Гран-прі, Гран-прі Європи в чемпіонаті 1997 року проводилося в Хересі, Іспанія. Нюрбургринг знаходиться за 50 км від кордону з Люксембургом.

## Переможці Гран-прі Люксембургу
Рожевим кольором позначені перегони, які не були частиною чемпіонату Світу з Формули-1.
| Рік         | Пілот            | Конструктор      | Траса         | Результат     |
| ----------- | ---------------- | ---------------- | ------------- | ------------- |
| 1998        | Міка Хаккінен    | McLaren-Mercedes | Нюрбургринг   | Результат     |
| 1997        | Жак Вільнев      | Williams-Renault | Нюрбургринг   | Результат     |
| 1996 - 1953 | Не проводився    | Не проводився    | Не проводився | Не проводився |
| 1952        | Лес Лестон       | Cooper           | Фіндел        | Результат     |
| 1951        | Алан Браун       | Cooper-Norton    | Фіндел        | Результат     |
| 1950        | Альберто Аскарі  | Ferrari          | Фіндел        | Результат     |
| 1949        | Луїджі Віллорезі | Ferrari          | Фіндел        | Результат     |